# Nitroglycerin

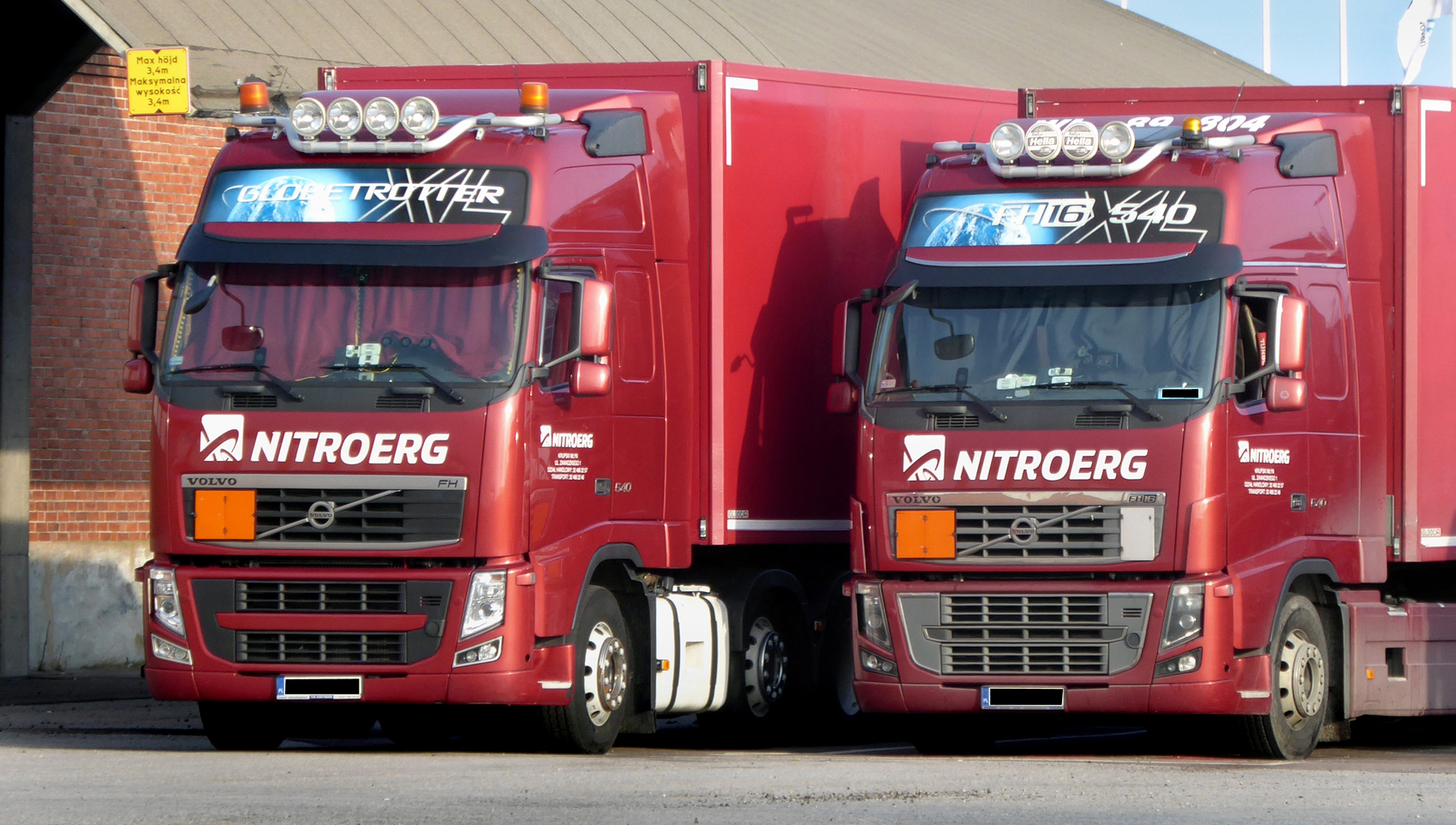
Två långtradare från Nitroerg, Europas största tillverkare av nitroglycerin, står avsides parkerade i Ystads hamn 2019.

Nitroglycerin (glyceryltrinitrat, propyl-1,2,3-trinitrat, C3H5(NO3)3) är en i rent tillstånd färglös, oljig och extremt explosiv kemikalie. Nitroglycerin är ytterst instabilt (både kraftfullt och lättexplosivt) och detonerar med en hastighet på cirka 8000 m/s.
Nitroglycerin är en ester bildad av salpetersyra och glycerol (glycerin är namn för både glycerol/vatten-blandning eller orent glycerol). Modern kommersiell framställning sker genom nitrering av glycerol med salpetersyra som först lösts i svavelsyra. Man strävar efter att ha minimal mängd färdigtillverkat nitroglycerin på samma plats. Då tillverkningen sker kontinuerligt är det särskilt viktigt att snabbt transportera ämnet bort från fabriken. Alternativt sker tillverkning av nitroglycerinbaserade "säkra" sprängämnen på samma plats lika kontinuerligt som nitroglycerintillverkningen. Man önskar inte att lagra produkten över huvud taget. För att lösa riskerna med nitroglycerin utvecklades dynamit.
Nitroglycerin är även ett gift, men kan i låga doser (och utblandat till cirka 1 %) vara till god hjälp vid vissa typer av akuta hjärtbesvär genom ämnets kärldilaterande egenskaper. I Sverige marknadsförs bland annat medicinen Nitromex.

## Historia
Nitroglycerin framställdes första gången år 1846-1847 av den italienske kemisten Ascanio Sobrero. Från 1864 användes ämnet som sprängämne.
Den förste som lyckades göra en sprängmedelsblandning innehållande nitroglycerin med avsevärt mindre risk för ofrivillig detonation var Alfred Nobel. Alfred Nobel lyckades blanda det mycket besvärliga nitroglycerinet med kiselgur för att sprängämnet på så vis skulle få en fast form och kraftigt förbättra dess stöttåliga egenskaper. Resultatet kallade han dynamit.

## Egenskaper
Nitroglycerin innehåller 15,87 vikt-% kol, 2,22 vikt-% väte, 18,50 vikt-% kväve och 63,41 vikt-% syre och binds med opolära kovalenta bindningar. Vid antändning brinner nitroglycerin, utan att explodera. Med hjälp av ett initialspängämne kan nitroglycerin fås att explodera. Vid explosion bildas ytterst lite giftiga gaser som  CO och NOx vilket gjorde nitroglycerin lämpligt för användande i gruvor. 
Nitroglycerin användes vid tillverkning av sprängämnen, speciellt dynamit. Det är extremt explosivt, och redan vid tillverkningen finns risk för en detonation, om till exempel tillräcklig kylning ej erhålles. I sin rena form är nitroglycerin ytterst stötkänsligt, till exempel kan en fysisk stöt få den att explodera. Ett annat exempel på dess oerhörda instabilitet är att det inte får komma i kontakt med någon metall. Nitroglycerin har dålig hållbarhet och sönderfaller snart till ännu mer instabila former. Detta gör nitroglycerin mycket farlig att transportera eller använda i dess rena form. 
Nitroglycerin blir gult när det sönderdelas. 
Tidigt i historien av detta explosiva ämne upptäcktes det att flytande nitroglycerin kan bli desensibiliserat genom nedkylning till 5 - 10 °C, där det stelnar (fryspunkten är +13 °C). Men det kan senare vid upptining bli extremt känsligt, speciellt om uppvärmningen är för hastig. Det är möjligt att kemiskt desensibilisera nitroglycerin till en punkt där det kan ses som nästan helt säkert. Desensibilisation kräver extra arbete att späda ut nitroglycerinet till dess ursprungliga konsistens, den ”rena” produkten. Om detta misslyckas förmodar man att desensibiliserat nitroglycerin är substansmässigt svårare att detonera, vilket antagligen gör det oanvändbart som explosivt ämne för praktisk användning.
Ett liknande sprängämne är nitroglykol.

## Användningsområden

### Användning som sprängämne
När nitroglycerin detonerar sönderdelas det till många små gasmolekyler. I det sönderfallet producerar 4 mol C3H5(NO3)3 29 mol olika gasmolekyler. Det är tryckvågen från den plötsliga volymökningen som man uppfattar som en explosion. I Sverige blev användningen av nitroglycerin som sprängämne förbjuden år 1868.
En explosion är en mycket snabb förbränning, och den kräver bränsle och en oxidant. I det perfekta sprängämnet råder det jämvikt mellan bränsle och syre. Men för de flesta sprängämnen gäller att det inte råder jämvikt, utan det är ett litet överskott av någon komponent. Nitroglycerin innehåller båda komponenterna. Om den detoneras under högt tryck exploderar den och bildar gas av tusen gånger dess ursprungliga volym. En av dessa gaser är kvävgas. N2 är mycket stabil, så dess produktion är mycket exoterm, vilket förklarar varför kväve är en vanlig komponent i sprängämnen.
Nitroglycerinets stora fördel (förutom att det är ett kraftigt sprängämne) är att det inte bildar några fasta former av kol (till exempel aska eller sot) vid detonationen. Denna fördel kan man utnyttja genom att tillverka "rökfritt krut". Detta är praktiskt i militära tillämpningar där exempelvis soldater och kanonskyttar slipper få synfältet skymt av krutrök. Krutrök avslöjar också skjutplatsen och blir ledfyr för artilleribekämpning.
Nitroglycerin finns i både civila och militära krut.

### Medicinsk användning
Inom medicin används nitroglycerin som behandling mot kärlkramp, så kallad angina pectoris, och akut lungödem. Nitroglycerin ombildas i kroppen till kvävemonoxid. Kväveoxidfrisättningen gör att blodkärlen dilaterar sig så att hjärtarbetet minskas och mer syrerikt blod når hjärtat; då minskar syrebristen och smärtorna avtar. Medicinen finns som tablett, spray och läkemedel för intravenöst bruk. Det säljs under namn som Nitroglycerin, Nitromex, Nitrolingual, dynamex och Suscard.
Nitroglycerinkräm, 1-2 procentig, används för behandling av Mb Raynaud, kärlkramp i fingrar och tår.

## Framställning
Den industriella produktionsprocessen använder en blandning med proportionerna 1:1 av högt koncentrerad svavelsyra och högt koncentrerad salpetersyra. Detta skapar nitroniumjoner som blir attackerade av glycerinets nukleofila syreatomer. Nitrogruppen NO2 blir då tillagd.
Användning av starka syror resulterar nästan alltid i en exoterm reaktion (det vill säga värme produceras), och denna reaktion är inget undantag. Om blandningen blir för varm kan den explodera. Syrablandningen tillsätts långsamt ett reaktionskärl innehållande glycerin. Reaktionskärlet hålles nerkylt till ungefär 0 °C. Kärlet har en nödöppningsdörr på botten och därunder finns en stor bassäng med kallt vatten. Om sensorerna i blandningen upptäcker att temperaturen höjs för snabbt, så kan hela blandningen släppas ut i isvattnet som förhindrar en möjlig explosion.